# باشگاه فوتبال زنان ذوب‌آهن

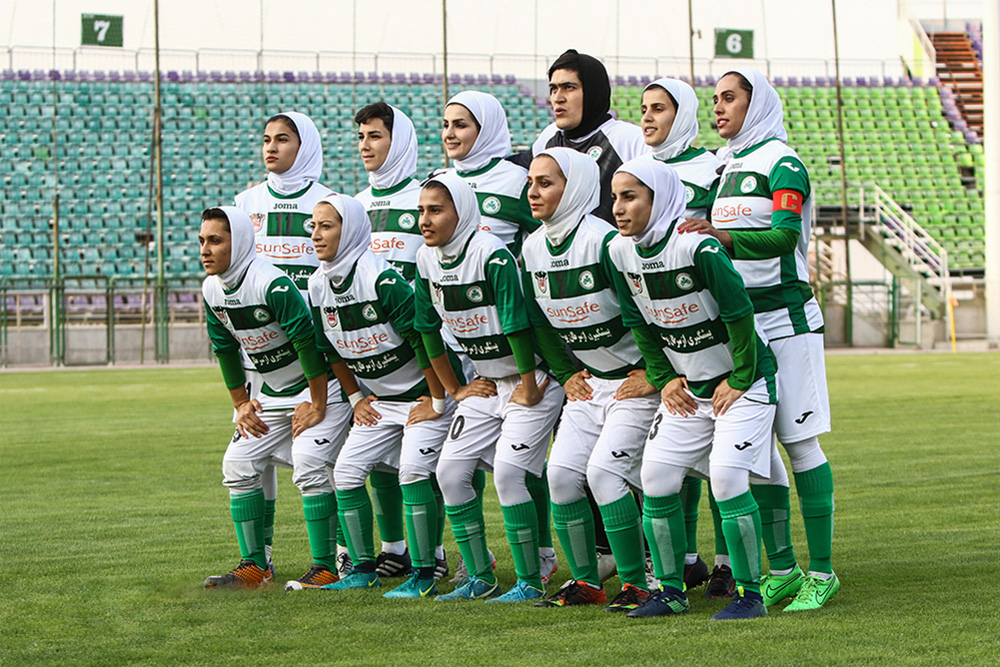
باشگاه فوتبال زنان ذوب آهن

باشگاه فوتبال زنان ذوب آهن یک باشگاه فوتبال زنان در ایران است. این باشگاه در لیگ برتر زنان ایران، لیگ برتر کوثر حضور دارد.

## بازیکنان
- - وحیده ایثاری
  - فریده حاتمی
  - زهرا خواجوی
  - مینا داوودی
  - انیس دشتیان پور
  - سحر رمضانی
  - نجمه رنانی
  - نگین زندی
  - نرگس زهری
  - سارا سبزواری[۲]
  - سوزان ستوده
  - رقیه شهبازی
  - غزاله صالحی پور
  - سارا ظهرابی نیا
  - ستاره عبداللهی
  - زهرا عظیمی
  - زهرا غریب زاده
  - سیما محمدپور
  - نسترن محمدخانی
  - نفیسه محمدخانی
  - نازنین مردانی
  - مرضیه نیکخواه

## کادر فنی
- فریماه حبیبیان
- ریحانه سخایی ریحانه سخایی
- زهرا شهریاری
- مژگان مدایم زاده
- میترا منصوری

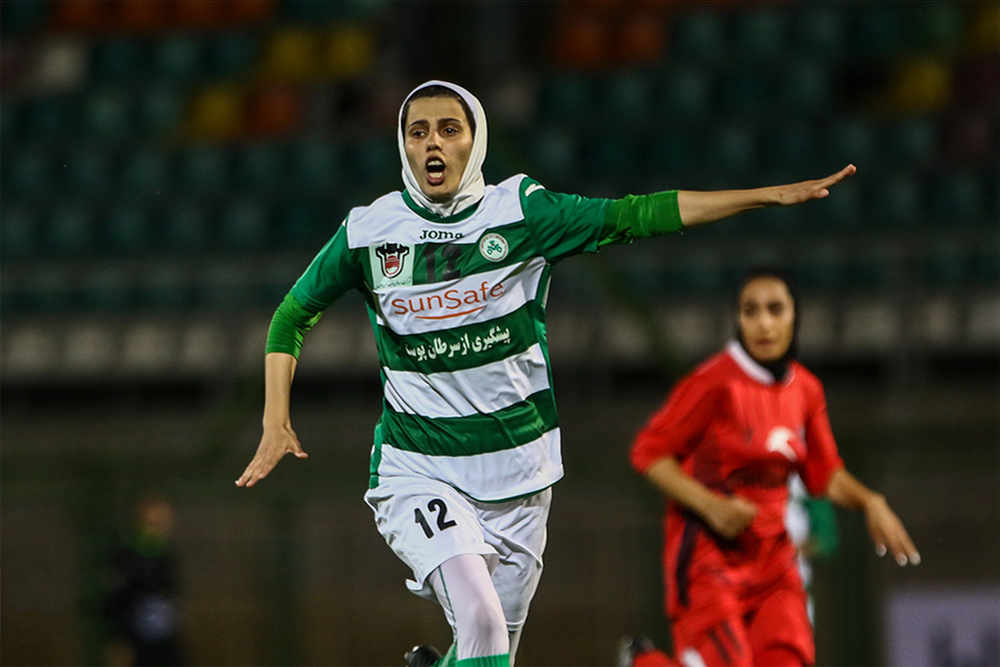
مسابقهٔ تیم‌های فوتبال زنان ذوب‌آهن اصفهان و شهرداری بم در هفتهٔ بیست و دوم مسابقات لیگ برتر فوتبال بانوان باشگاه‌های ایران. این مسابقه در ۶ تیر ۱۳۹۸ در ورزشگاه ورزشگاه فولادشهر اصفهان انجام شد و با نتیجهٔ ۲ بر ۱ به سود شهرداری بم به اتمام رسید. در پایان مسابقه جشن قهرمانی تیم شهرداری بم برگزار شد.
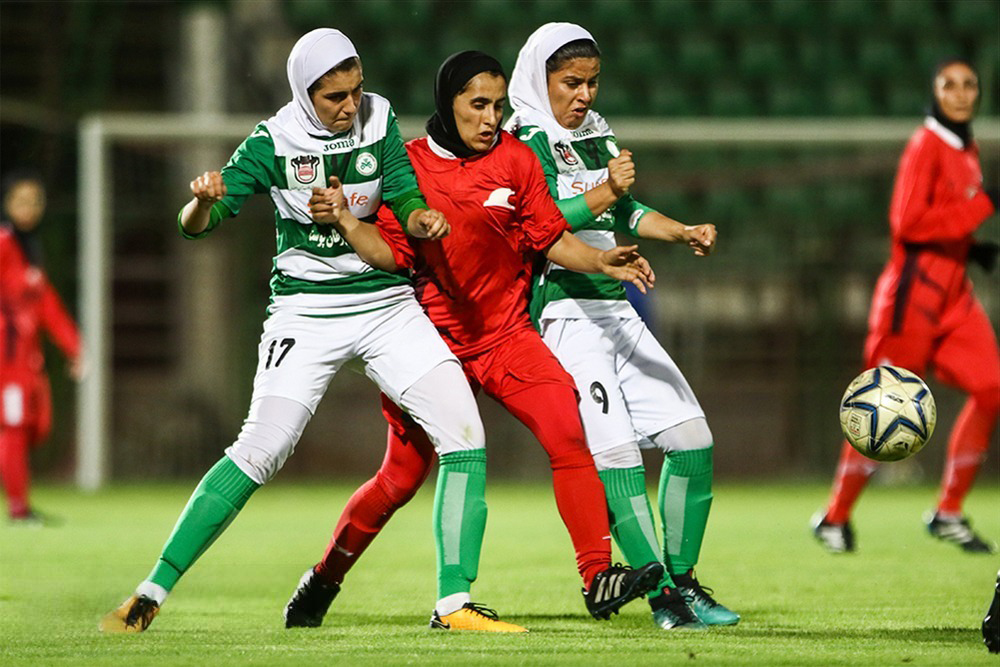
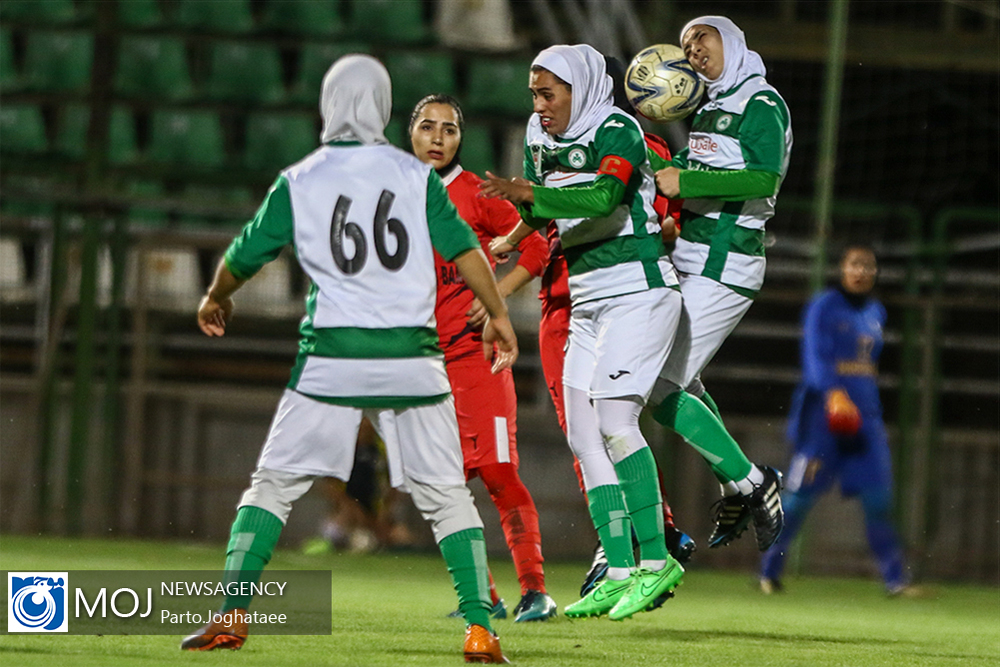
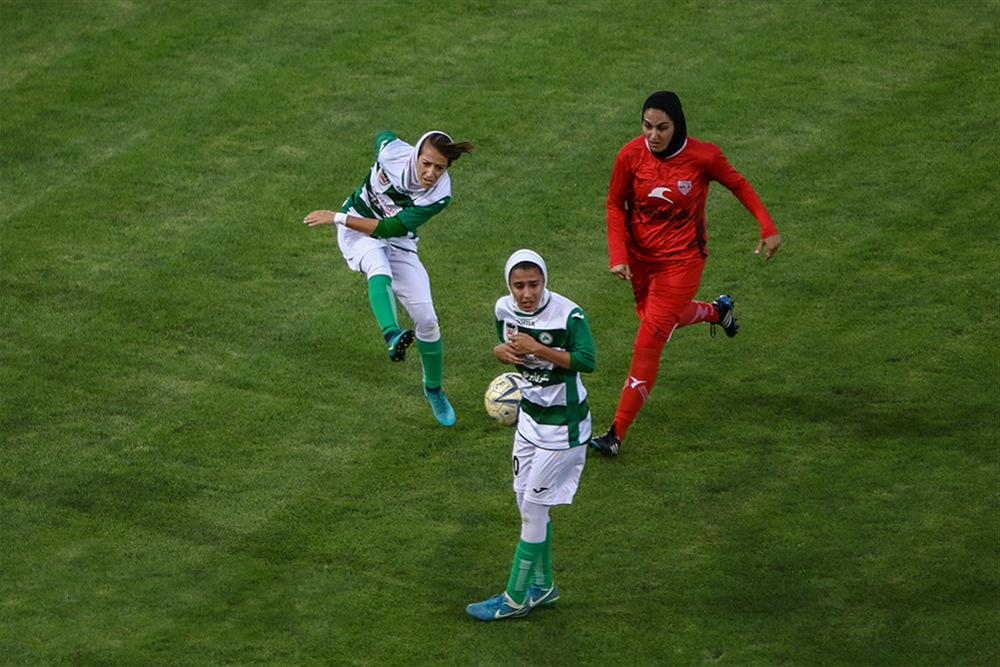
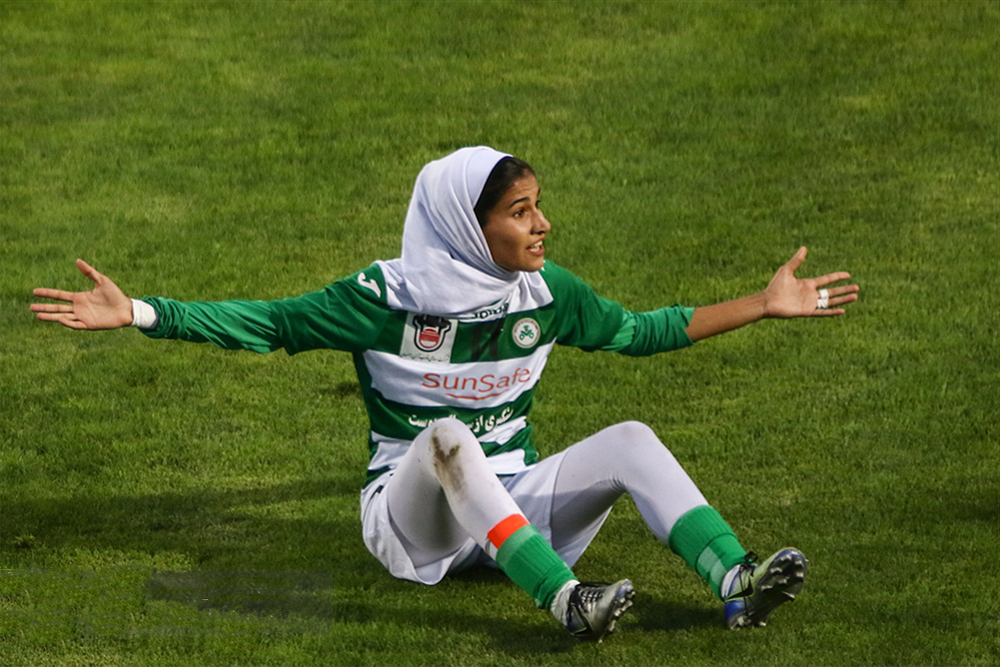